# Bandy i Frankrike
Bandy i Frankrike

## Historia
Den första bandymatchen i Frankrike spelades 1899 och den ledande klubben var Sporting Club d'Engheim. Frankrike deltog i Europamästerskapet 1913 men efter första världskriget har ingen organiserad bandy spelats i Frankrike. Frankrike är inte med i världsbandyförbundet "Federation of International Bandy".